# Варнел (Џорџија)
Варнел (Џорџија) (енгл. Varnell) град је у америчкој савезној држави Џорџија. По попису становништва из 2010. у њему је живело 1.744 становника.

## Демографија
Према попису становништва из 2010. у граду је живело 1.744 становника, што је 253 (17,0%) становника више него 2000. године.
| Група             | 2000.         | 2010.         |
| Белци             | 1.311 (87,9%) | 1.304 (74,8%) |
| Афроамериканци    | 71 (4,8%)     | 75 (4,3%)     |
| Азијати           | 6 (0,4%)      | 48 (2,8%)     |
| Хиспаноамериканци | 78 (5,2%)     | 301 (17,3%)   |
| Укупно            | 1.491         | 1.744         |